# Ansan (berg)
Ansan (koreanska: 안산) är ett berg i Sydkorea.   Det ligger i provinsen Gangwon, i den norra delen av landet, 130 km nordost om huvudstaden Seoul. Toppen på Ansan är 1 430 meter över havet, eller 459 meter över den omgivande terrängen. Bredden vid basen är 6,1 km. Ansan ingår i Sŏrak-sanmaek.
Terrängen runt Ansan är huvudsakligen kuperad, men den allra närmaste omgivningen är bergig. Runt Ansan är det glesbefolkat, med 19 invånare per kvadratkilometer. I omgivningarna runt Ansan växer i huvudsak blandskog.